# Ząb dodatkowy
Ząb dodatkowy (dens supplementarius) – u człowieka ząb nadmiarowy (poza typowymi 32 zębami) o prawidłowej budowie (zbliżonej do zębów z nim sąsiadujących), powstający w wyniku zaburzeń w rozwoju listewki zębowej. Częściej występuje w szczęce i zazwyczaj między siekaczami (jako tzw. mesiodens).
Zazwyczaj zęby dodatkowe usuwa się, gdyż są przeszkodą w wyrzynaniu się pozostałych zębów stałych.